# Farol do Funchal
Der Farol do Funchal ist ein Leuchtturm und Molenfeuer, der sich im Hafen von Funchal auf Madeira am Ende der Hafenmole befindet.

## Lage und Beschreibung
Der Leuchtturm befindet sich am Ende der Hafenmole des Hafens von Funchal in einer Höhe von neun Metern. Es ist ein kleiner betonierter Turm, die Höhe beträgt sechs Meter. Die Laterne befindet sich auf der Dachterrasse. Das Gebäude ist rot-weiß-gestreift, der Laternensockel ist rot gestrichen. Der Turm ist nicht zugänglich.
Das Leuchtfeuer ist unter der internationalen Nummer D-2738 registriert und befindet sich in einer Höhe von 15 Metern. Die Kennung besteht aus einem roten Blitz, der alle 5 Sekunden ausgestrahlt wird. Die Tragweite beträgt rund 13 Seemeilen (ca. 21 Kilometer).

## Geschichte
Ein erstes Leuchtfeuer wurde 1866 auf der Funchal vorgelagerten Insel Nossa Senhora da Conceição errichtet, auf der sich ein Fort befand. In 34 Metern Höhe wies ein rotes Licht den Schiffen bei einer Reichweite von acht Meilen (ca. 13 Kilometer) den Schiffen den Weg zum Hafen. Darüber hinaus gab es in der Bucht von Funchal zeitweise bis zu vier weitere Leuchtfeuer, die allerdings nie von der portugiesischen Leuchtturm-Kommission geführt wurden und deren Baudaten sowie Geschichte auch nicht vollständig überliefert sind: das wichtigste befand sich am Hafeneingang, ein zweites am Kai vor der Stadt, ein drittes war im Kirchturm der Igreja de Socorro im Osten der Stadt und das vierte befand sich auf einem Felsen beim Barreirinha-Strand. Das 1866 erbaute Leuchtfeuer wurde 1931 durch ein neues Leuchtfeuer ersetzt, das alle anderthalb Sekunden ein weißes Licht aussandte.
Zu dieser Zeit begann auch der Ausbau der Hafenmole, die in der zweiten Bauphase auf die heutigen Maße verlängert wurde. Mit Abschluss der Arbeiten 1939 wurde am Molenkopf ein neues Leuchtfeuer installiert. Am 14. August 1939 in Betrieb genommen, ersetzte es das alte von 1866 auf der Insel Nossa Senhora da Conceição. Es befand sich in einem quadratischen Turm mit einer Optik achter Ordnung die in einer Höhe von 18,5 Metern im Vier-Sekunden-Intervall ein rotes Licht aussandte. Die Reichweite betrug 7,5 Meilen (ca. 12 Kilometer). In den 1950er Jahren wurde das Leuchtfeuer elektrifiziert.
1962 wurde das Gebäude durch eine neue Konstruktion ersetzt: Die Laterne saß auf einer rot-weiß-gestreiften Säule in einer Höhe von 15 Metern, die über eine Außentreppe erreichbar war. Sie sandte alle fünf Sekunden ein rotes Licht aus und hatte eine Reichweite von 13 Meilen (ca. 21 Kilometer). Das heutige Leuchtfeuer wurde 1986 errichtet.